# Dente del Gigante
Il Dente del Gigante (4.014 m s.l.m. - la Dent du Géant in francese) è una vetta delle Alpi Occidentali facente parte del gruppo di Rochefort, situato nella parte settentrionale del massiccio del Monte Bianco, al confine tra Italia e Francia. Il profilo particolare di questo pilastro roccioso, lo rende riconoscibile da entrambi i versanti della parte centrale del Massiccio.

## Caratteristiche

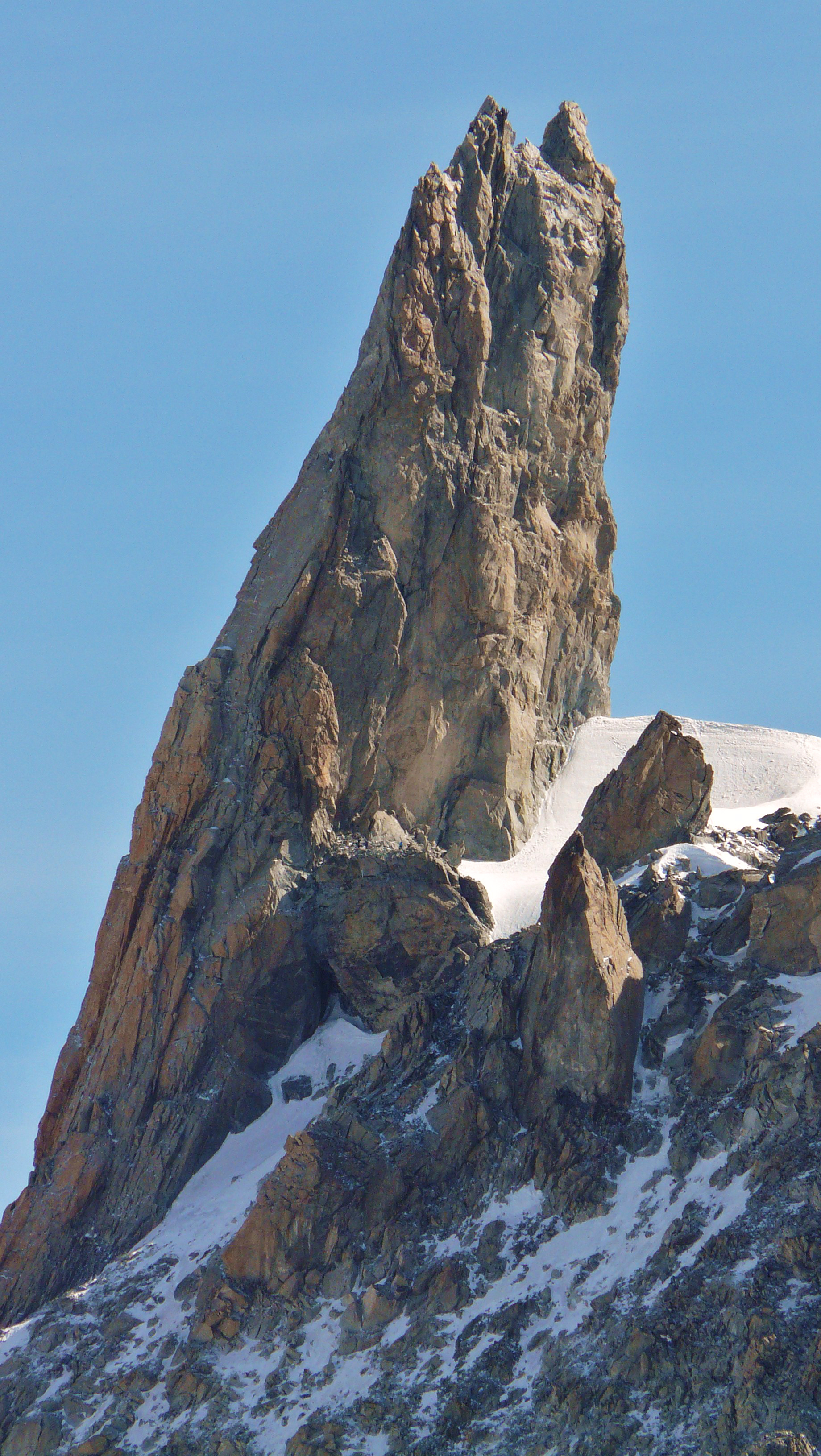
A sinistra, in ombra, la parete sud-ovest (via normale), e a destra, al sole, la parete sud. Ben visibili, a sinistra, quasi a fil di cielo, le placche Burgener della via normale. Si notano anche la Punta Sella a sinistra e la Punta Graham a destra.

È situato tra il Colle del Gigante (3.359 m) e le Grandes Jorasses (4.206 m), subito a Nord di Entrèves, sulla dorsale che dal Monte Bianco corre verso il Mont Dolent.
La parete settentrionale è a ridosso del Ghiacciaio del Gigante, uno dei rami della Mer de Glace, mentre quella meridionale domina la Val Ferret.
La montagna è composta di due vette distanti una trentina di metri:
- la Punta Sella (4.009 m) a sud-ovest;
- la Punta Graham (4.014 m) a nord-est.

## Ascensioni

### Prima ascensione
La prima ascensione della Punta Sella fu compiuta il 28 luglio 1882 dalle tre guide valdostane Jean-Joseph Maquignaz, il figlio Baptiste e il nipote Daniel. La cordata fu guidata da Daniel nei passaggi più difficili. La salita avvenne per la parete sud-ovest, dopo tre giorni di preparazione. Il giorno successivo, il 29 luglio, l'ascensione fu ripetuta con i clienti Sella: i fratelli Alessandro, Alfonso, Corradino e il cugino Gaudenzio.
La prima ascensione della Punta Graham, la più elevata, fu compiuta il 20 agosto 1882 da William Woodman Graham con le guide Alphonse Payot e Auguste Cupelin.

## Vie alpinistiche

### Via normale

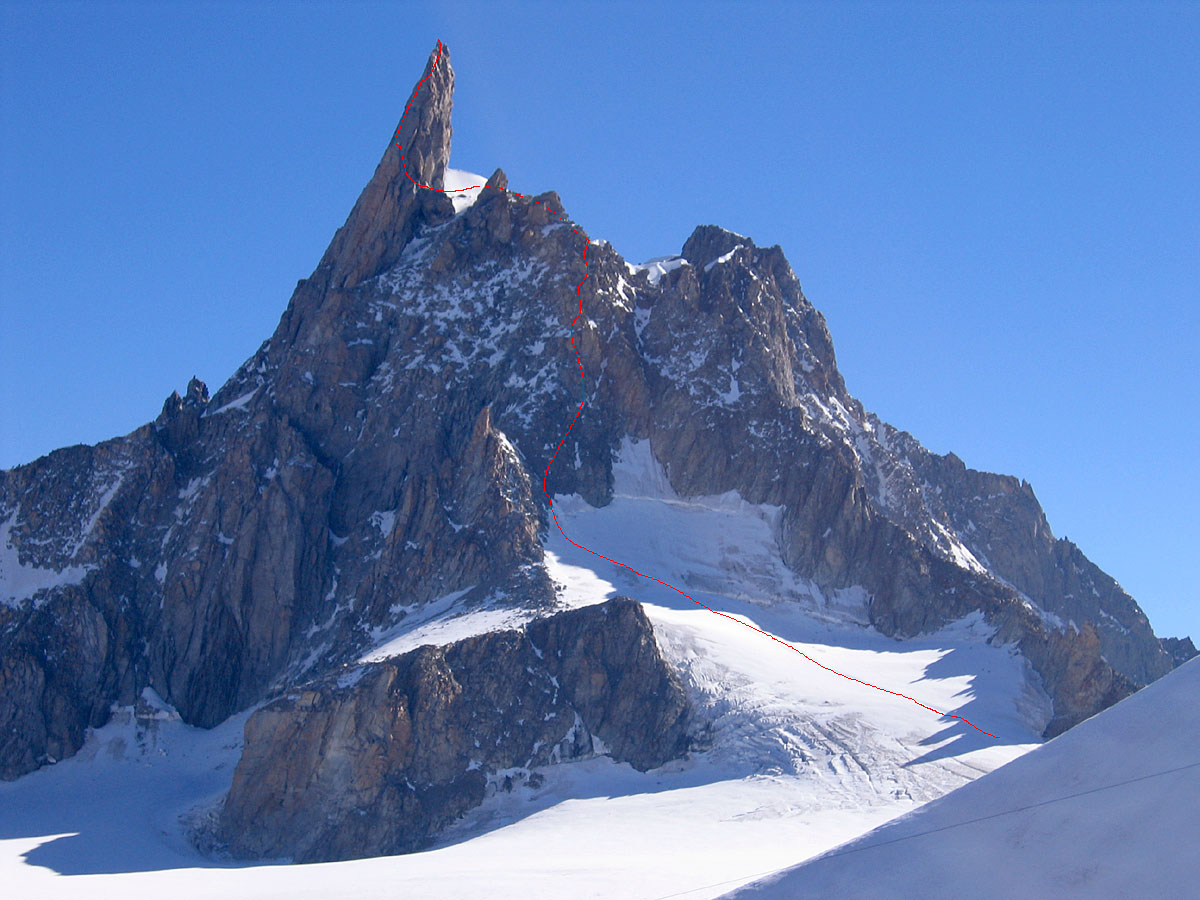
In rosso il tracciato della via normale.

La via normale sale per la parete sud-ovest. Dal rifugio Torino si raggiunge in circa 2h:30 l'attacco della via d'arrampicata vera e propria alla base della parete sud, luogo detto Salle à Manger. Da qui si traversa a sinistra sul versante sud-ovest e la via consiste in otto tiri di corda, attrezzati con corde fisse. Il terzo e quarto tiro, che si trovano quasi sullo spigolo ovest, affrontano delle placche fessurate alte 45 metri, dette placche Burgener. La via, 125 m, ha grado di difficoltà AD-, oppure di D, se non si utilizzano le corde fisse.

### Parete sud
- Via Burgasser - 28 luglio 1935 - Prima salita in artificiale di Herbert Burgasser e Rudolf Leisz, TD, 6c.[4][5]
  - 29 luglio 2006 - Prima salita in free solo di Alexander Huber.[6]

### Parete nord
- Via Ducornau-Mizrahi - luglio 1975 - Prima salita di R. Ducornau e R. Mizrahi, 550 m III/5 5c.[7]
- Goulotte Nord - 26 giugno 1979 - Prima salita di Patrick Gabarrou e Bernard Muller, 500 m IV/5.[7]

## Rifugi
- Rifugio Torino, 3.371 m
- Bivacco Chevalier, 3.460 m (presso Les Périades)

## Galleria d'immagini

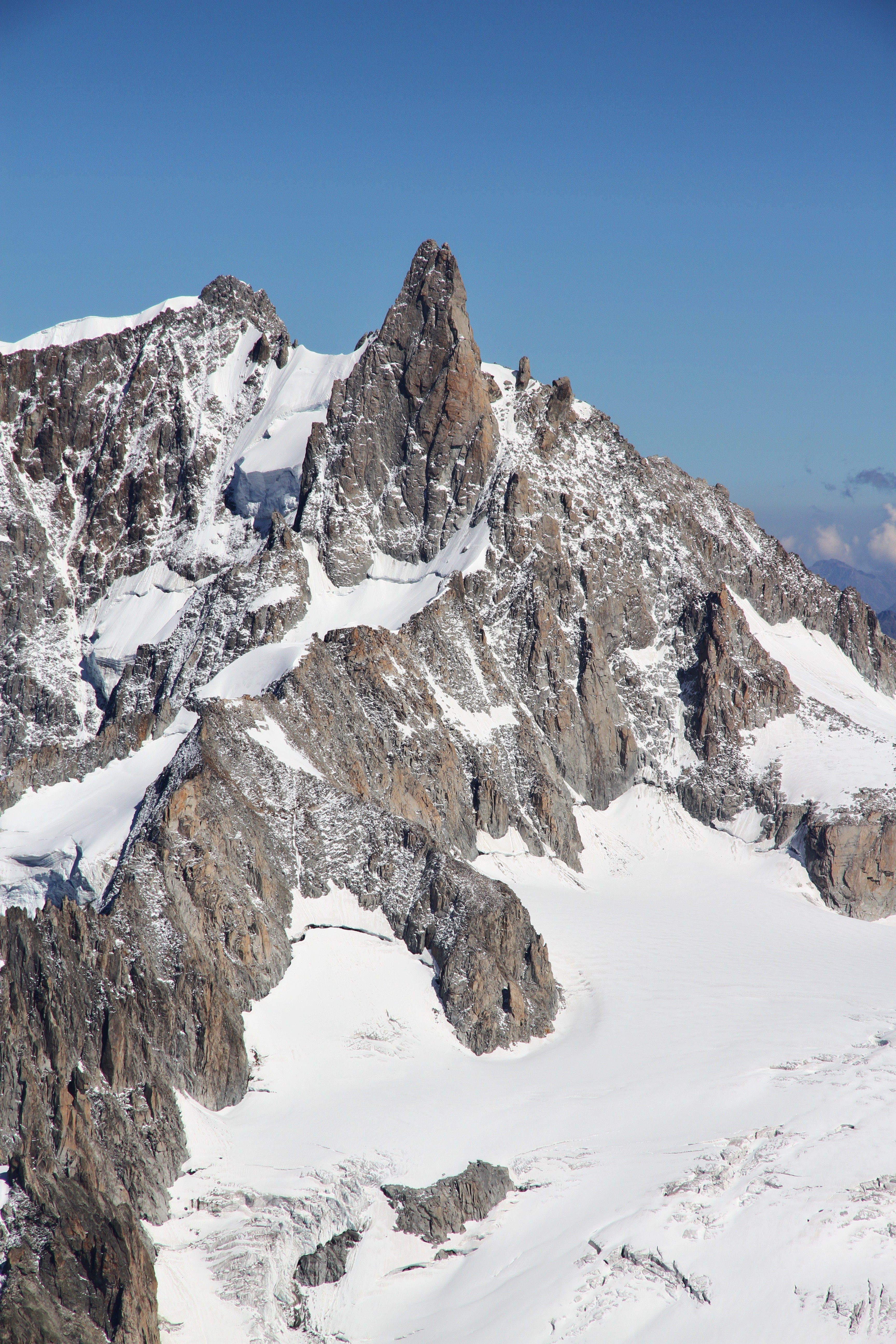
Il versante sud-ovest del Dente del Gigante.
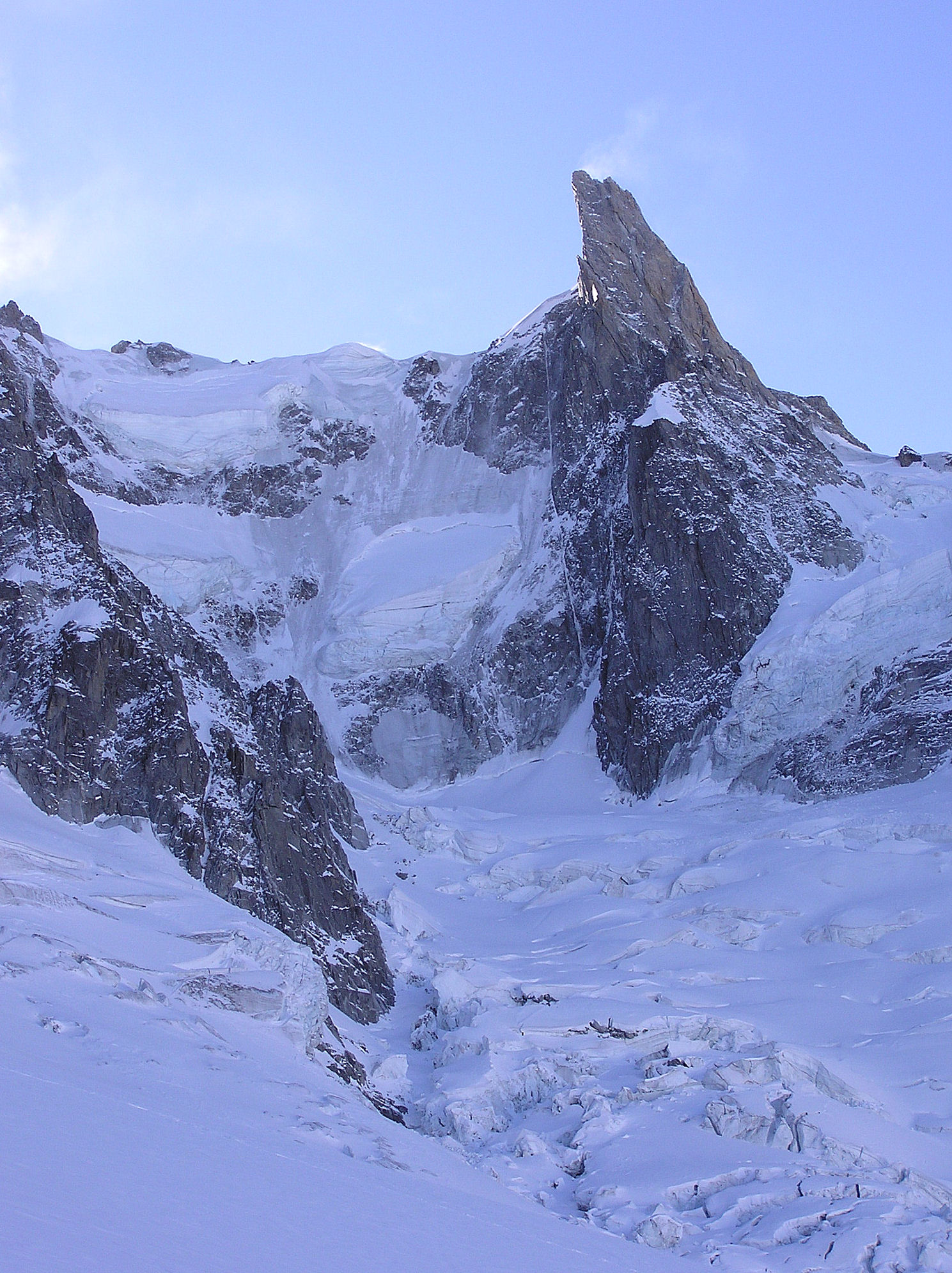
La parete nord del Dente del Gigante.
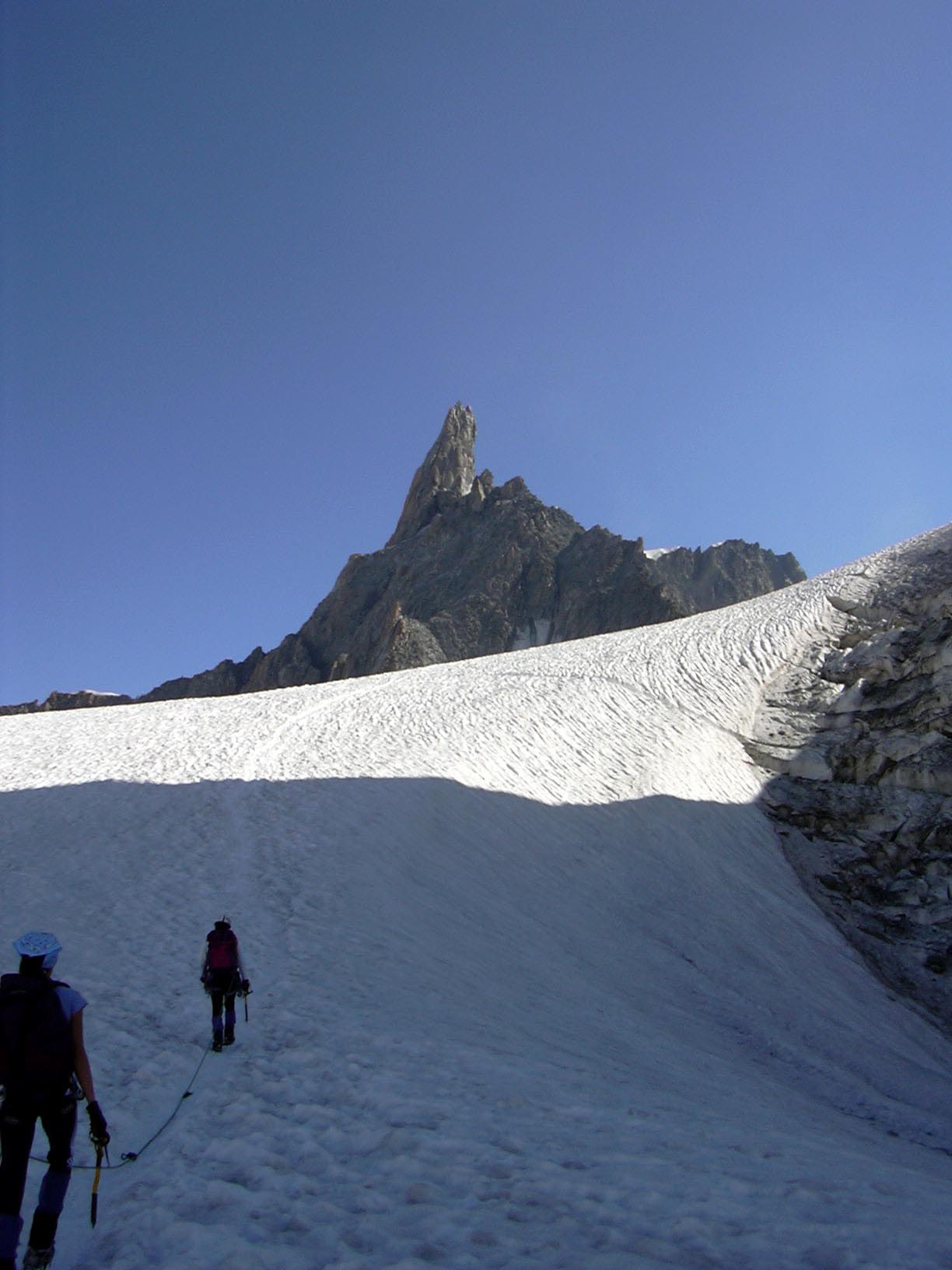
Il Dente dal Gigante visto dai pressi del Rifugio Torino.
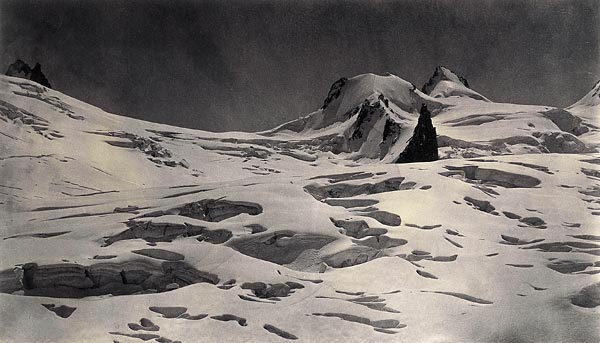
Il Colle del Gigante.
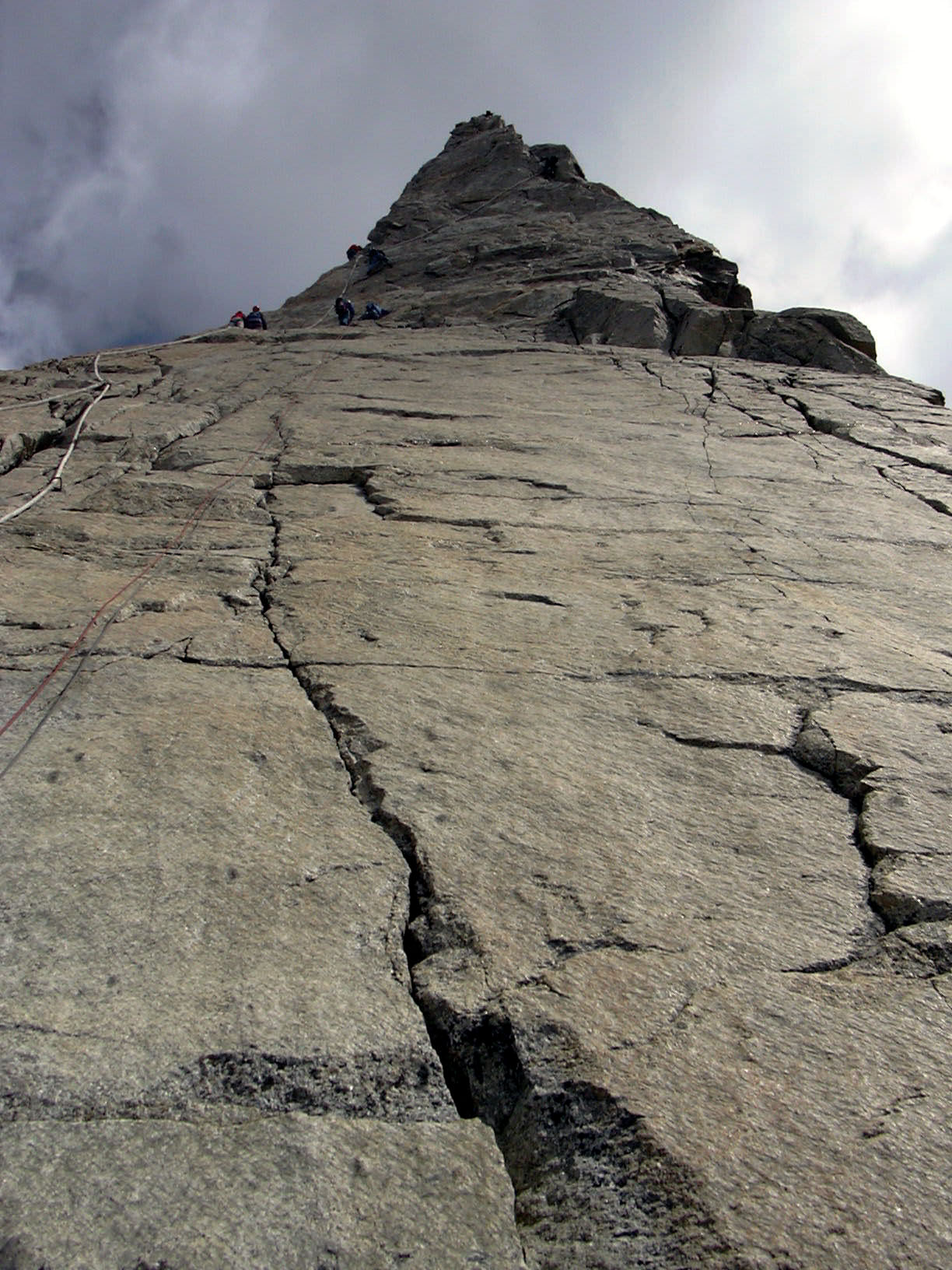
Le placche Burgener sulla via normale del Dente del Gigante.
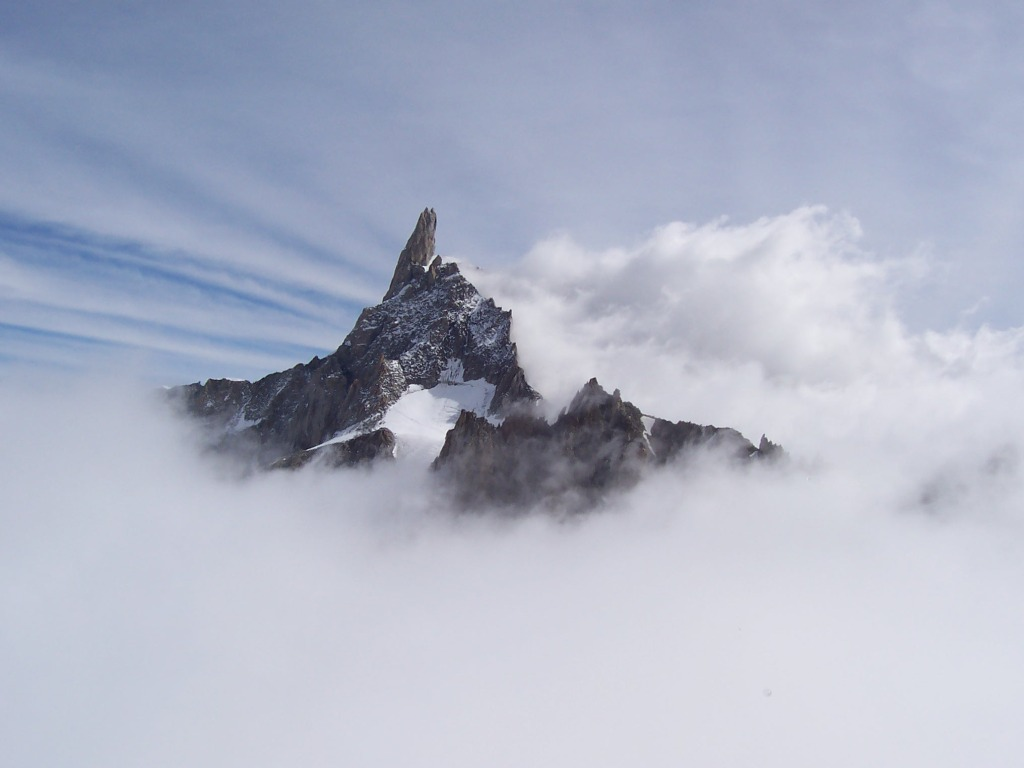
Il Dente del Gigante tra le nuvole.